# Demònic
Demònic (Demonicus, Demónikos Δημόνικος) fou un poeta còmic atenenc de la nova comèdia del qual se n'ha preservat un fragment mercès a Ateneu (Athenaeus  9. 410d), que dona el títol del poema com Ἀχελώνιος (potser en realitat Ἀχελῷος).